# キングトム
キングトム (King Tom) は19世紀中ごろのイギリスの競走馬、種牡馬である。競走馬としては体質に問題を抱えていたためダービーステークスで2着となるにとどまったが、種牡馬としては1870年と1871年にイギリスのチャンピオンサイアーになるなど成功した。兄に大種牡馬ストックウェル（Stockwell、英チャンピオンサイアー7回）、ラタプラン (Rataplan) らがいる。

## 概要
メイアー・ロスチャイルドの所有馬として競走生活を送ったが、体質に問題を抱えていたため、3年間で6戦しかしていない。2歳時に3戦して2勝、3歳時はダービーステークスの2着のみ。4歳時は復帰戦を勝つも、シザレウィッチステークスで故障を発生し引退している。
種牡馬としてはそのままメイアー・ロスチャイルドの元で供用された。ハンナ（Hannah、イギリス牝馬三冠）、キングクラフト（Kingcraft、ダービー）などを輩出し、1861-77年に計14回種牡馬ランキング10位以内に入る成功を見せた。1870年と1871年にはチャンピオンサイアーを獲得している。その他に産駒のセントアンジェラ (St. Angela) がセントサイモン (St. Simon) の母になる等後世のサラブレッドの血統に少なからぬ影響を残した。
キングトム自身は1878年1月にメントモアにて死亡した。27歳であった。その後直系子孫はフェートン (Phaeton) やキングアーネスト (King Ernest) のものがやや伸びたが、20世紀初頭のアメリカ合衆国での活躍を最後に遅くとも同世紀中頃までには消滅したと見られる。ただし、現在でもハノーファー種の一部にキングクラフトの子孫が残存している。

## 競走成績
- 1853年（3戦2勝）
  - バイエニアルステークス、トリエニアルステークス
- 1954年（1戦0勝）
  - 2着 - ダービー
- 1955年（2戦1勝）

## 主な産駒
- ハンナ - イギリス牝馬三冠
- キングクラフト - ダービー
- ヒッピア (Hippia)  - オークス
- トーメンター (Tormentor)  - オークス
- トマト (Tomato)  - 1000ギニー
- キングオブダイアモンド (King of Diamonds)  - シャンペンステークス
- フェートン
- キングアーネスト
- セントアンジェラ - セントサイモンの母、オーム (Orme) の祖母

## 血統表
| キングトムの血統（ウィスカー系・3-n / Whisker(Web) 3x4=18.75%、Whiskey 5x5=6.25%） | キングトムの血統（ウィスカー系・3-n / Whisker(Web) 3x4=18.75%、Whiskey 5x5=6.25%） | キングトムの血統（ウィスカー系・3-n / Whisker(Web) 3x4=18.75%、Whiskey 5x5=6.25%） | （血統表の出典）   | （血統表の出典）  |
| 父 Harkaway 栗毛 1834                                                              | 父の父Economist 鹿毛 1825                                                          | Whisker                                                                            | Waxy               | Waxy              |
| 父 Harkaway 栗毛 1834                                                              | 父の父Economist 鹿毛 1825                                                          | Whisker                                                                            | Penelope           |                   |
| 父 Harkaway 栗毛 1834                                                              | 父の父Economist 鹿毛 1825                                                          | Floranthe                                                                          | Octavian           | Octavian          |
| 父 Harkaway 栗毛 1834                                                              | 父の父Economist 鹿毛 1825                                                          | Floranthe                                                                          | Caprice            |                   |
| 父 Harkaway 栗毛 1834                                                              | 父の母Fanny Dawson 栗毛 1823                                                       | Nabocklish                                                                         | Rugantino          | Rugantino         |
| 父 Harkaway 栗毛 1834                                                              | 父の母Fanny Dawson 栗毛 1823                                                       | Nabocklish                                                                         | Butterfly          |                   |
| 父 Harkaway 栗毛 1834                                                              | 父の母Fanny Dawson 栗毛 1823                                                       | Miss Tooley                                                                        | Teddy the Grinder  | Teddy the Grinder |
| 父 Harkaway 栗毛 1834                                                              | 父の母Fanny Dawson 栗毛 1823                                                       | Miss Tooley                                                                        | Lady Jane          |                   |
| 母 Pocahontas 鹿毛 1837 F-No.3-n                                                   | 母の父Glencoe 栗毛 1831                                                            | Sultan                                                                             | Selim              | Selim             |
| 母 Pocahontas 鹿毛 1837 F-No.3-n                                                   | 母の父Glencoe 栗毛 1831                                                            | Sultan                                                                             | Bacchante          |                   |
| 母 Pocahontas 鹿毛 1837 F-No.3-n                                                   | 母の父Glencoe 栗毛 1831                                                            | Trampoline                                                                         | Tramp              | Tramp             |
| 母 Pocahontas 鹿毛 1837 F-No.3-n                                                   | 母の父Glencoe 栗毛 1831                                                            | Trampoline                                                                         | Web                |                   |
| 母 Pocahontas 鹿毛 1837 F-No.3-n                                                   | 母の母Marpessa 鹿毛 1831                                                           | Muley                                                                              | Orville            | Orville           |
| 母 Pocahontas 鹿毛 1837 F-No.3-n                                                   | 母の母Marpessa 鹿毛 1831                                                           | Muley                                                                              | Eleanor            |                   |
| 母 Pocahontas 鹿毛 1837 F-No.3-n                                                   | 母の母Marpessa 鹿毛 1831                                                           | Clare                                                                              | Marmion            | Marmion           |
| 母 Pocahontas 鹿毛 1837 F-No.3-n                                                   | 母の母Marpessa 鹿毛 1831                                                           | Clare                                                                              | Harpalice F-No.3-m |                   |